# 陈晓燕 (西藏)
陈晓燕，中华人民共和国政治人物、全国脱贫攻坚先进个人。

## 生平
陈晓燕任西藏自治区扶贫开发办公室综合处秘书科科长。因在脱贫攻坚战中作出突出贡献，2021年2月25日全国脱贫攻坚总结表彰大会上，陈晓燕被授予“全国脱贫攻坚先进个人”。